# 김성환 (1978년)
김성환(1978년 8월 10일~ )은 프로게임단 감독이다. 이블 지니어스 및 EG-TL 소속.

## 개요
전 프로게임단이었던 이스트로에서 사무국 및 카운터 스트라이크 팀의 매니저를 담당했다. 이후 이스트로가 해체되고 프나틱의 매니저로 활동하였고 2012년 10월 이블 지니어스의 감독으로 임명되었다. 현재는 총감독을 맡고 있으며, 기존 직책은 신임 박용운감독에게 넘겨주었다.

## 수상 내역
- 2007년 7월 ESWC2007 한국 국가대표팀(이스트로 카운터스트라이크 팀)
- 2007년 8월 서울 e-stars(카운터스트라이크 팀, 4위)
- 2007년 10월 WCG2007 한국 국가대표팀(카운터스트라이크 팀, 5위)
- 2007년 10월 ESL Masters LA-Challenge (카운터스트라이크 팀, 5위)
- 2007년 11월 현 카운터스트라이크 팀 세계 9위 기록 중
- 2008년 3월 ESL 인텔 익스트림 마스터즈 II 파이널 (카운터스트라이크 팀 준우승)
- 2008년 3월 2007 e-SPORTS 대상 카운터스트라이크 최우수팀
- 2008년 8월 ESWC 2008 준우승(카운터스트라이크 팀)
- 2008년 12월 IEF 2008 카운터스트라이크 부문 우승
- 2012년 11월 IPTL Season 1 4강 (이블 지니어스)

틀:이블 지니어스